# Guldhårasters
Guldasters (Aster linosyris), også skrevet Guld-Asters, er en flerårig, urteagtig plante med en opret, busket vækst. De små, gule kurve er samlede i halvskærme, der giver planten en rig blomstring. Da den desuden er hårdfør og tørketålende, dyrkes den i mange haver.

## Kendetegn
Guldasters er en flerårig, urteagtig plante med en opret og løs, busket vækst. Stænglerne er let furede og rødligt anløbne på lyssiden. Bladene sidder spredt, men tæt op ad stænglen. De er linjeformede med en tydelig, forsænket midterribbe og hel bladrand. Begge bladsider er blåligt grågrønne. Blomstringen foregår i august-september, hvor man finder blomsterne samlet i små kurbe, der igen er samlet i endestillede halvskærme. De enkelte blomster er små og rørformede med gule kronblade. Frugterne er nødder med en lille hårkrans.
Rodsystemet består af en lodret jordstængel, som bærer grove, dybtgående hovedrødder. På disse findes talrige, fine siderødder.
Planten når en højde på ca. 0,50 m og en bredde på 0,15 m, heri ikke medregnet skud fra korte udløbere.

## Udbredelse
Guldasters er naturligt udbredt i Nordafrika, Lilleasien og Kaukasus. I Europa er den udbredt i de sydlige, østlige og centrale lande med nordgrænse i Sverige. Arten findes kun i Danmark som haveplante. Den er knyttet til lysåbne voksesteder med en veldrænet, varm, tør og kalkrig jord. Derfor findes den på overdrev, tørre sætere, og i skovbryn. Polomené hory højderne ligger i den nordlige del af Tjekkiet. Bjergene består af kalk, som delvis er omdannet til karst. I 150-600 m højde findes varmeelskende plantesamfund (Geranion sanguinei), hvor arten vokser sammen med bl.a. akselrøn, almindelig fjergræs, dværgkirsebær, grenet edderkopurt, gul hør, havescorzoner, hvid diktam, håret alant, hårtotfjergræs, Iris aphylla (en art af iris), lav tidsel, Melica transsilvanica (en art af flitteraks), nikkende kobjælde, seglbladet hareøre, sommeranemone og Vicia pisiformis (en art af vikke)

## Anvendelse
Guldasters bruges i haverne, hvor den trives fint i det tørkeprægede bed. Den hører naturligt hjemme i steppebedet og kalkbundsbedet.

## Note
1. ↑  Handrij Härtel, Jiří Sádlo, Krzysztof Świerkosz og Ivana Marková: Phytogeography of the sandstoneareas in the Bohemian Cretaceous Basin(Czech Republic/Germany/Poland) – grundig gennemgang af områdets vegetationstyper (engelsk)